# Plano Mineiro de Desenvolvimento Integrado
O Plano Mineiro de Desenvolvimento Integrado - PMDI foi concebido inicialmente em 2000 para viger até 2003 no governo de Itamar Franco (1999 – 2003)  em resposta à obrigação imposta pela constituição estadual que previa um plano plurianual de desenvolvimento a ser criado pelo poder executivo, ou seja, o primeiro PMDI se assemelhava conceitualmente mais ao que hoje é o Plano Mineiro de Ações Governamentais (PPAG).
A partir de 2003, já no governo de Aécio Neves (2003-2010) o conceito de PMDI foi ampliado pelo “entendimento que a tarefa de preparar o estado demandava um tempo superior e o compromisso de diversos governos” , por isso foi criado um plano para “pensar o estado” entre os anos 2003 e 2020.
Apesar das ações anteriores, em 2003 o estado se encontrava sem recursos financeiros para promover os investimentos nas importantes propostas e projetos relacionados ao PMDI, o que motivou um programa chamado de Choque de Gestão , que “enxugou a máquina pública” realizando ações que, entre outras coisas, extinguiu 6 de 21 secretarias, cortou 43 superintendências, 16 diretorias, 3.000 cargos comissionados e o salário do governador em 45%. Entretanto, hoje sabe-se que o governador complementava sua renda de forma ilícita , portanto, o corte do salário não passou de uma medida populista, que aliás, reduziu o teto dos servidores públicos.
Em 2007 com o choque de gestão já consolidado, surgiu o programa Estado para Resultados  que buscava vincular todas as ações das secretarias aos interesses gerais, com responsabilidade fiscal e acompanhamento de metas.
Constantemente atualizado, o atual PMDI tem como objetivo consolidar as atuais conquistas e garantir que se atinjam as metas estipuladas entre os anos 2011 e 2030. É considerado pelos seus idealizadores um modelo de Gestão para a Cidadania e tem como objetivo tornar Minas Gerais o melhor estado para se viver.